# Karichedu, Bellary
Karichedu là một làng thuộc tehsil Bellary, huyện Bellary, bang Karnataka, Ấn Độ.